# Paraíba do Sul (gemeente)
Paraíba do Sul is een gemeente in de Braziliaanse deelstaat Rio de Janeiro. De gemeente telt 41.679 inwoners (schatting 2009).

## Geboren
- Domingos Elias Alves Pedra, "Dé" (1948), voetballer